# Тинибек
Тинибе́к (Тыныбек, Динибек; ум. 1342) — хан Золотой Орды с 1341 года. Старший сын Узбек-хана (фактически второй по старшинству, стал старшим в 1330 году после смерти первого сына Узбек-хана — Тимурбека).
Участвовал в походах Узбека в Закавказье. В момент смерти своего отца возглавлял войска, отправленные в набег против Чагатаидов. Правивший в отсутствие Тинибека Джанибек, узнав о возвращении брата, составил вместе с Тайдулой заговор. Во время принесения присяги Тинибек был убит эмирами в Сарайчике.

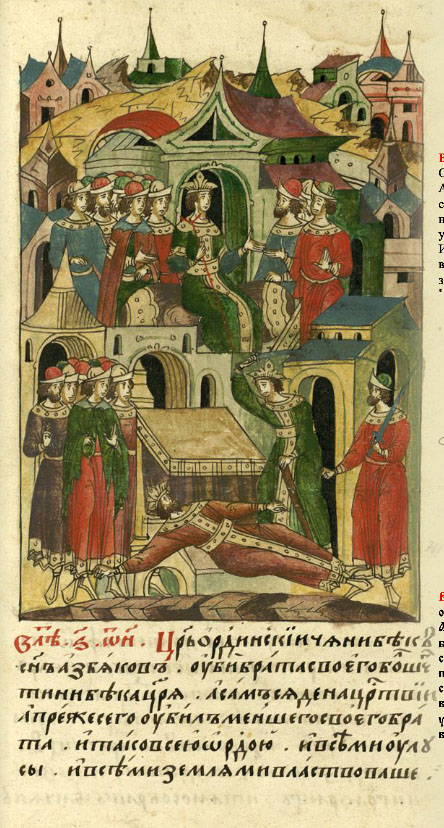
Убийство Тинибека и воцарение Джанибека

Тинибеку и его жене посвящена поэма «Хосров и Ширин» Кутба, вольный перевод с персидского на тюркский произведения Низами.

## В искусстве
Тинибек является одним из персонажей исторического романа Д. М. Балашова «Симеон Гордый». В фильме «Орда» его играет Андрей Панин.